# Bienvenue en Suisse
Bienvenue en Suisse (Benvenuto in Svizzera) è un film del 2004 diretto da Léa Fazer.